# Cantone di Nort-sur-Erdre
Il Cantone di Nort-sur-Erdre è una divisione amministrativa dell'arrondissement di Châteaubriant.
A seguito della riforma approvata con decreto del 25 febbraio 2014, che ha avuto attuazione dopo le elezioni dipartimentali del 2015, è passato da 6 a 14 comuni.

## Composizione
I 6 comuni facenti parte prima della riforma del 2014 erano:
- Casson
- Héric
- Nort-sur-Erdre
- Petit-Mars
- Saint-Mars-du-Désert
- Les Touches

Dal 2015 i comuni appartenenti al cantone sono i seguenti 14:
- Casson
- Le Cellier
- Héric
- Joué-sur-Erdre
- Ligné
- Mouzeil
- Nort-sur-Erdre
- Notre-Dame-des-Landes
- Petit-Mars
- Riaillé
- Saint-Mars-du-Désert
- Teillé
- Les Touches
- Trans-sur-Erdre